# Лессинг, Иоганн Готфрид
Иоганн Готфрид Лессинг (нем. Johann Gottfried Lessing; 24 ноября 1693, Каменц — 22 августа 1770, Каменц) — немецкий лютеранский богослов, отец поэта и драматурга Готхольда Эфраима Лессинга.

## Биография
Иоганн Готфрид Лессинг родился 24 ноября 1693 года в Каменце в семье городского писаря, а затем мэра Теофила Лессинга (1647—1735) и его жены Анны Доротеи Лессинг, урождённой Хиллман (1671—1719), дочери мэра Каменца Готфрида Хиллмана (1637—1718) и его жены Регины Хиллман (урождённой Вагнер). Иоганн Готфрид Лессинг посещал латинскую школу в своём родном городе. В 1707 году он перешёл в гимназию в Гёрлице, где приобрёл необходимые навыки для обучения в университете.
Обученный таким образом, он 4 апреля 1712 года поступил в Виттенбергский университет. Благодаря избирательной стипендии он поступил на философский факультет университета. Там он сосредоточился прежде всего на изучении восточного, французского и английского языков. После завершения этих исследований 30 апреля 1713 года со степенью магистра философии он продолжил исследования в области богословия. Он также сдал богословские экзамены в Дрездене и в 1717 году занял должность катехизатора и проповедника по средам в церкви Святой Марии в Каменце. Там он был произведён в архидиаконы в 1724 году, а после смерти своего тестя Готфрида Феллера (1674—1733) он стал первым пастором Каменца.
Иоганн Готфрид Лессинг был знающим лютеранским богословом, который, придерживаясь лютеранской ортодоксальности, критически относился ко всем новым усилиям Эпохи Просвещения. Он также осудил условия жизни в своём родном городе, которые часто вызывали гнев населения.
Иоганн Готфрид Лессинг умер 22 августа 1770 года в Каменце, в возрасте 76 лет, его вдова Юстина Саломея умерла семь лет спустя в 1777 году.

## Семья
16 января 1725 года в Каменце Иоганн Готфрид Лессинг женился на Юстине Саломее Феллер (1703—1777), дочери первого пастора Каменца Готфрида Феллера и его жены Анны Юстины Феллер, урождённой Шуман (1682—1758). В этом браке родилось двенадцать детей - десять сыновей и две дочери, пятеро из которых умерли рано. Он постоянно брал в долг своих сыновей, чтобы финансировать их образование.
- Иоганн Готфрид Лессинг (1725—1725)
- Доротея Саломея Лессинг (1727—1803)
- Готхольд Эфраим Лессинг (1729—1781) — поэт, драматург, теоретик искусства и литературный критик-просветитель, основоположник немецкой классической литературы. В 1776 году женился на Еве Кёниг (1736—1778), от которой у него был сын Траугот Лессинг (1777—1777), умерший во младенчестве.
- Фридрих Траугот Лессинг (1731—1734)
- Иоганн Готлиб Лессинг, также Иоганн Теофил Лессинг (1732—1808) — педагог.
- Готфрид Бенджамин Лессинг (1735—1764)
- Готтлоб Самуэль Лессинг (1739—1803)
- Карл Готхельф Лессинг (1740—1812) — директор монетного двора, комедийный писатель и первый биограф, был женат на Марии Фридерике Фосс (1752—1828), дочери издателя Кристиана Фридриха Фосса (1724—1795), одним из его сыновей был юрист и канцлер суда принца Густава Карловича Бирона Карл Фридрих Лессинг-старший (1778—1848). Среди его потомков были живописец-романтик и представитель дюссельдорфской школы Карл Фридрих Ле́ссинг (1808—1880), немецкий ботаник, миколог, врач, доктор медицинских наук и золотопромышленник Кри́стиан Фри́дрих Ле́ссинг (1809—1862) и скульптор Отто Лессинг (1846—1912).
- Эрдман Соломон Траугот Лессинг (1741—1760)
- Давид Готлиб Лессинг (1744—1745)

У отца Иоганна Готфрида Лессинга был старший брат Карл Лессинг (1641—1687), который впоследствии стал предком знаменитого композитора Роберта Шумана (1810—1856) через своего сына Карла Лессинга (1669—1722), внука Карла Генриха Лессинга (1713—1767), который приходился троюродным братом его сыну Готхольду Эфраиму Лессингу, правнучку Иоганну Софию Лессинг (1745—1818), которая была замужем за фельдшером Абрахамом Готтлобом Шнабелем (1737—1809) и была матерью Кристианы Шуман (1767—1836), которая была замужем за книгоиздателем, писателем и поэтом Августом Шуманом (1773—1826) и впоследствии стала матерью знаменитого композитора.

## Сочинения

### Более обширные сочинения
- Diss. Vindiciae Reformationis Lutheranae a nonnullis praeiudiciis. Wittenberg 1717.
- Sonderbare Hausandacht, die in einem Gebete und vier Liedern bestehet, zur Zeit der grossen Theurung (1719). Dresden 1720.
- Allgemeine Erinnerungen bey Beurtheilung der Besessenen, Gespenster, Zauberey und Hexerey. (Ohne Druckort) 1720.
- Die rechte Gestalt vom Anfange des christlichen Glaubens und Lebens, in welcher die Mängel der meisten catechetischen Bücher gezeigt werden. Leipzig 1724, Zwickau 1743.
- Das Bild eines Evangelischen Lehrers; eine Pareutation. Dresden 1725.
- Vorschläge zu zwo theologischen Schriften, davon die erste die Zurückweisung unbussfertiger Sünder vom Gebrauche des heil. Nachtmahls, die andere: das unbenommene Recht der Kinderzucht betrifft … 1725.
- Lutheri Tröstungen an die .Christen zu Halle, über Georg Winkler’s Ermordung. Halle 1726.
- Zweyhundertjähriges Gedächtniss von der 1527 an Ostern gehaltenen ersten Evangelischen Predigt; mit einer kurzen Reformationsgeschichte, und Entwurf von einer ausführlichen Geschichte seiner Vaterstadt Camenz. Leipzig 1724.
- Unpartheyisches Unheil über einen in Budissin erhobenen Liederstreit … 1727.
- Geistreiche Betrachtungen Von dem Würdigen Gebrauche des Heiligen Abendmahls, Und Denen wahren Mitteln selbiges recht heilsam zu geniessen / Ehemals In Frantzösischer Sprache Von einem hochberühmten Lehrer [i.e. Daniel de Superville (der Ältere)] herausgegeben, Nunmehro aber Seiner Vortrefflichkeit halber mit Fleiß ins Teutsche übersetzt, und zum Druck befördert von M. Johann Gottfried Leßing, Archi-Diacono in Camentz. Budißin: Richter 1728 (Digitalisat des Exemplars der UB Göttingen).
- Johann Tillotson’s Grundlegung der vornehmsten Wahrheiten zur Erkenntniss und Ausübung des thätigen Christenthums, in fünfzehn auserlesenen Predigten — aus dem Englischen übersetzt. Mit D. Marpergers Vorrede. Dresden 1728.
- Kurze Anzeige von einigen Mängeln der gemeinen Communion — Bücher. (Ohne Druckort) 1728.
- Kurze Fragen von der Wiedergeburt und göttlichen Gerichte der Verstockung … 1728.
- Historisches Religionsgespräch von der merkwürdigen Geschichte der übergebenen Augsburgischen Confession, bey Gelegenheit des zweybundertjährigen Evangelischen Jubelfestes. Leipzig und Kamenz 1730.
- Abhandlung von den bittern und grimmigen Männern, als subtilen Weibermördern. Leipzig und Kamenz 1731.
- Gedanken von einer jährlichen öffentlichen Gedächtnissfeyer der Uebergabe der Augsburgischen-Confession. Leipzig 1731.
- Gedichtnissschrift von der Liebe zu den Wunden des gekreutzigten Jesu u. s. w. Dresden 1731.
- Joh. Tillotson’s Glaubensregel — aus dem Englischen übersetzt. Dresden 1731.
- Joh. Tillotson’s Vorstellung der Lehre und Gebräuche der Römischen Kirche; aus dem Englischen. Dresden 1732.
- Leichenpredigt über Sapient. 4, 13, 14. Kamenz 1732.
- Leichenrede auf das Ableben eines Schwiegervaters,. des P. P. u. M. Feller, über Phil, 3, 8 von dem rechten Evangelischen Predigerschatze. 1733.

### Отдельные трактаты
- Disquisitio historica de confessione fidei, quam Protestantes Hispania eiecti a. 1539 Londini ediderunt; In: Analectis. Societ, Charitat. et Scientiar, T. II. p. 631–639.
- Desiderata circa fratrum Moravorum historiam. In: Coleri nützlichen Anmerkungen S. 515.
- Animadveria historica in Crypto-Socinianorum Collegia biblica. In: Coleri Fortgesetzten Weimarischen Anmerkungen aus der Theol. Kirchen- u. Gelehrten-Historie B. 1. Samml. 1, S. 44.
- Schriftmässige Gedanken von der augenblicklichen Busse. In: Coleri Fortgesetzten Weimarischen Anmerkungen aus der Theol. Kirchen- u. Gelehrten-Historie B 1. Samml. 2. S. 151.
- Betrachtungen über die bedenkliche Redensart: vom geistlichen Tode Christi In: Coleri Fortgesetzten Weimarischen Anmerkungen aus der Theol. Kirchen- u. Gelehrten-Historie B. 1. Samml. 3. S. 233.
- Gedanken über das Bekenntniss der allervornehmsten Gelehrten, von der Schwäche des menschlichen Verstandes in den allerwichtigsten Materien. In: Oberlausizische Beyträge B, 1. St. 30. S. 465–472.
- Gedanken über die Heyrath mit feiner verdorbenen Frauen leiblichen Bruders Tochter; In: Oberlausizische Beyträge B. 2. S. 401, 417 und 465.
- Exegetische Betrachtung über die Worte Amos 5, 26 und Apostelgesch. 7, 3; In den früh aufgeles. Früchten der Samml. von Alten u. Neuen 1737, S. 77.
- Die Hochachtung der Arndtischen Schriften; In: Hessische Hebopfer. B. 3. S. 168.